# Bahnradsport-Weltmeisterschaften 1911
Die Bahnradsport-Weltmeisterschaften 1911 fanden in Rom statt.
Fahrer des Bundes Deutscher Radfahrer (BDR) nahmen nach Auseinandersetzungen mit dem Weltradsportverband Union Cycliste Internationale bei den Weltmeisterschaften im Jahr zuvor nicht an dieser WM in Rom teil. Der BDR führte Anfang September inoffizielle „Weltmeisterschaften“ in Dresden durch. Dort errangen Peter Günther (Steher-Profis), Otto Meyer (Flieger-Profis), Christel Rode (Flieger-Amateure) sowie Heinrich Arens (Steher-Amateure) die Titel. Einer der wenigen Ausländer am Start war der US-Amerikaner Robert Walthour, der damals mit seiner Familie in Dresden lebte.
Über die offiziellen Weltmeisterschaften in Italien wurde in der deutschen Fachzeitung Rad-Welt kaum berichtet.
Berufsfahrer
| Disziplin                 | Platz | Land               | Athlet             |
| ------------------------- | ----- | ------------------ | ------------------ |
| Fliegerrennen über 1000 m | 1     | Dänemark           | Thorvald Ellegaard |
|                           | 2     | Frankreich         | Léon Hourlier      |
|                           | 3     | Frankreich         | Julien Pouchois    |
| Steherrennen über 100 km  | 1     | Frankreich         | Georges Parent     |
|                           | 2     | Frankreich         | Louis Darragon     |
|                           | 3     | Vereinigte Staaten | Jimmy Moran        |

Amateure
| Disziplin                 | Platz | Land                   | Athlet             |
| ------------------------- | ----- | ---------------------- | ------------------ |
| Fliegerrennen über 1000 m | 1     | Vereinigtes Königreich | William Bailey     |
|                           | 2     | Italien                | Angelo Feroci      |
|                           | 3     | Italien                | Guido Gasparinetti |
| Steherrennen über 100 km  | 1     | Vereinigtes Königreich | Leon Meredith      |
|                           | 2     | Niederlande            | Bertus Mulckhijze  |
|                           | 3     | Königreich Italien     | Pietro Lori        |